# Ренхифо, Хавьер
Хавьер Ренхифо Гальярдо (исп. Javier Rengifo Gallardo; 17 марта 1879, Сантьяго — 26 октября 1958) — чилийский дирижёр и композитор.
Начал учиться игре на скрипке и фортепиано под руководством Хуана Агустина Рейеса, в 1895 году поступил в Национальную консерваторию, где учился у Фридриха Штёбера (композиция), Доменико Брешиа (гармония), Мануэля Субикуэты (теория). В 1901 году была поставлена сарсуэла Ренхифо «Простонародная любовь» (исп. Amor plebeyo, либретто Мигеля Анхеля Гаргари и Оскара Сепульведы).
В 1904 году отправился для продолжения образования в Брюссель, занимался композицией и контрапунктом у Дезире Пака и совершенствовался как пианист у Теофиля Изаи, затем также изучал гармонию у Августа Де Бука и Поля Жильсона. Одновременно работал в посольстве Чили в Бельгии. К этому периоду относятся первые оркестровые сочинения Ренхифо — Пасторальная поэма (исп. Poema Pastoral; 1906) и «Испанская сюита» (исп. Suite Española; 1910).
Вернулся на родину с началом Первой мировой войны. Написал оперы «Хуан Хосе» (исп. Juan José, по пьесе Хоакина Дисенты) и «Юдифь и Олоферн» (исп. Judith y Holofernes, по пьесе Анжела Гимера), а также струнный квартет, ряд хоровых и фортепианных сочинений. В 1926—1941 гг. руководил камерным оркестром.